# Gens Rutilia

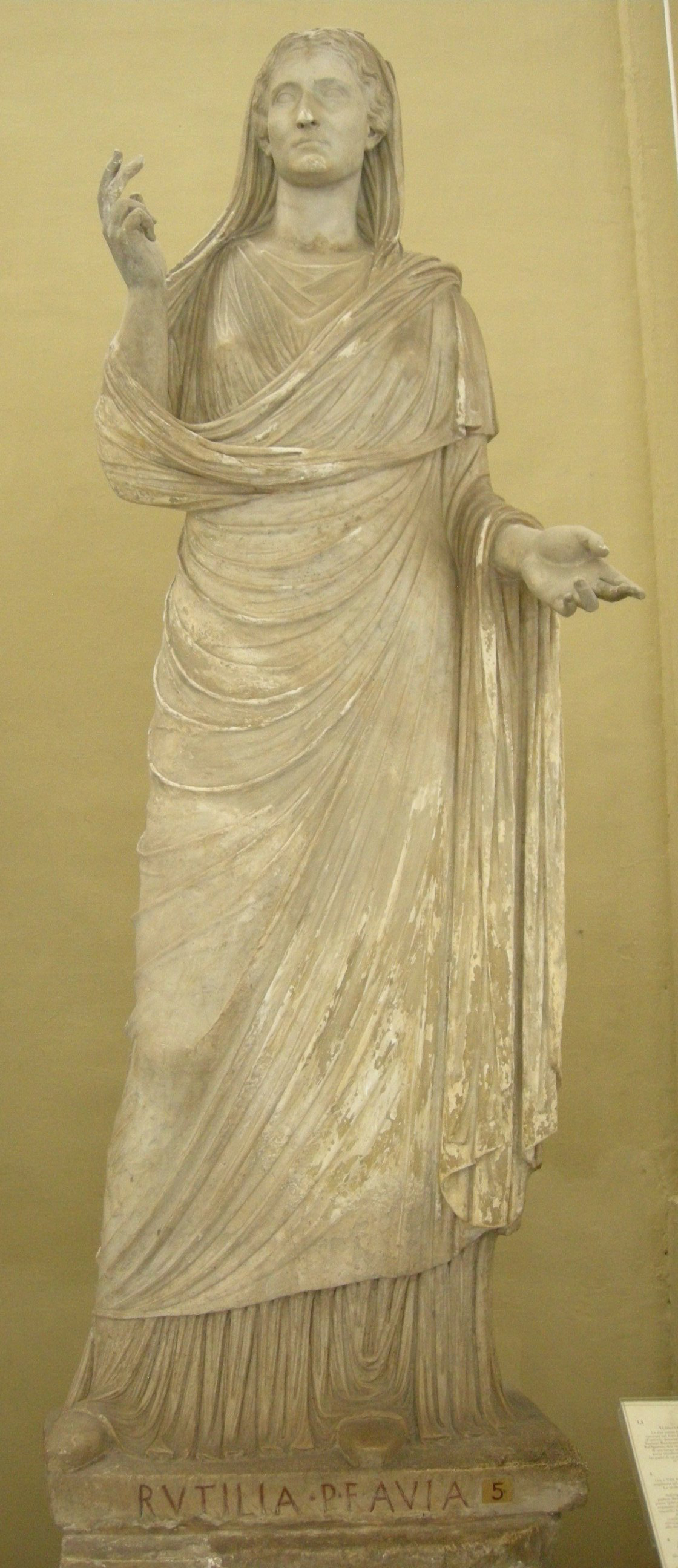
Donna della gens Rutilia. Musei Vaticani

La gens Rutilia era una famiglia plebea nell'antica Roma.
I membri di questa gens appaiono nella storia della Repubblica romana a partire dal II secolo a.C. .
Il primo ad ottenere il consolato fu Publio Rutilio Rufo nel 105 a.C..

## Membri illustri della gens
- Publio Rutilio Rufo, Console della Repubblica romana, Aurelia Cotta, madre di Gaio Giulio Cesare